# Amblimation
Amblimation je bio animacijski studio Amblin Entertainmenta Stevena Spielberga osnovan 1989., a zatvoren 1997.
Sjedište studija nalazilo se u Londonu. 1997. studio je zatvoren i veći dio animatora i stručnog osoblja prelazi u "DreamWorks Animation". Za to vrijeme tek su izašla tri filma pod Amblimationovim logotipom.

## Filmografija
- Američka priča 2: Miš na Divljem Zapadu  (1991.)
- We're Back! A Dinosaur's Story (1993.)
- Balto (1995.)

## Unutarnje poveznice
Srodni studiji:
- Fox Animation Studios
- MGM Animation
- Sullivan Bluth Studios
- Universal Animation Studios